# Andrzej Piasecki (inżynier)
Andrzej Jan Piasecki (ur. 29 listopada 1948 w Miłkowie, zm. 2008) – polski inżynier chemii. Absolwent z 1971 Politechniki Wrocławskiej. 

## Życiorys
W 1977 uzyskał stopień doktora nauk chemicznych na podstawie rozprawy "Synteza i własności pochodnych 1,3-dioksolanu i 1,3-dioksanu", W 1989 obronił stopień doktora habilitowanego (tytuł rozprawy "Produkty reakcji alfa,beta-nienasyconych związków karbonylonowych z alkoholami mono i wielowodorotlenowymi"). Od 2008 profesor na Wydziale Chemicznym Politechniki Wrocławskiej. Został odznaczony Złotą Odznaką Politechniki Wrocławskiej i Złotym Krzyżem Zasługi. Pochowany 6 sierpnia 2008 na cmentarzu Osobowickim we Wrocławiu.